# Kevin Brochman
Kevin John Brochman (* 6. Juli 1959 in Stillwater, Minnesota) ist ein ehemaliger US-amerikanischer Skilangläufer.
Brochman nahm an zwei Olympischen Winterspielen im Langlauf teil. 1984 in Sarajevo belegte er im Wettbewerb über 30 Kilometer den 47. Platz. Vier Jahre später, bei den Olympischen Winterspielen in Calgary wurde er über 50 Kilometer erneut 47. Den Wettkampf über 30 Kilometer beendete er auf Rang 56. Nach seiner aktiven Karriere arbeitete Brochman als Trainer in Minnesota und war dabei unter anderem für die Olympiamannschaft von 1998 verantwortlich. 1997 wurde er als US-amerikanischer Skitrainer des Jahres ausgezeichnet. Seine Frau Cindy war ebenfalls im Ausdauersport aktiv, betrieb Langlauf, Marathons, Triathlon und Volleyball, bis sie 2009 einem Krebsleiden erlag.